# ديربي (كرة القدم)

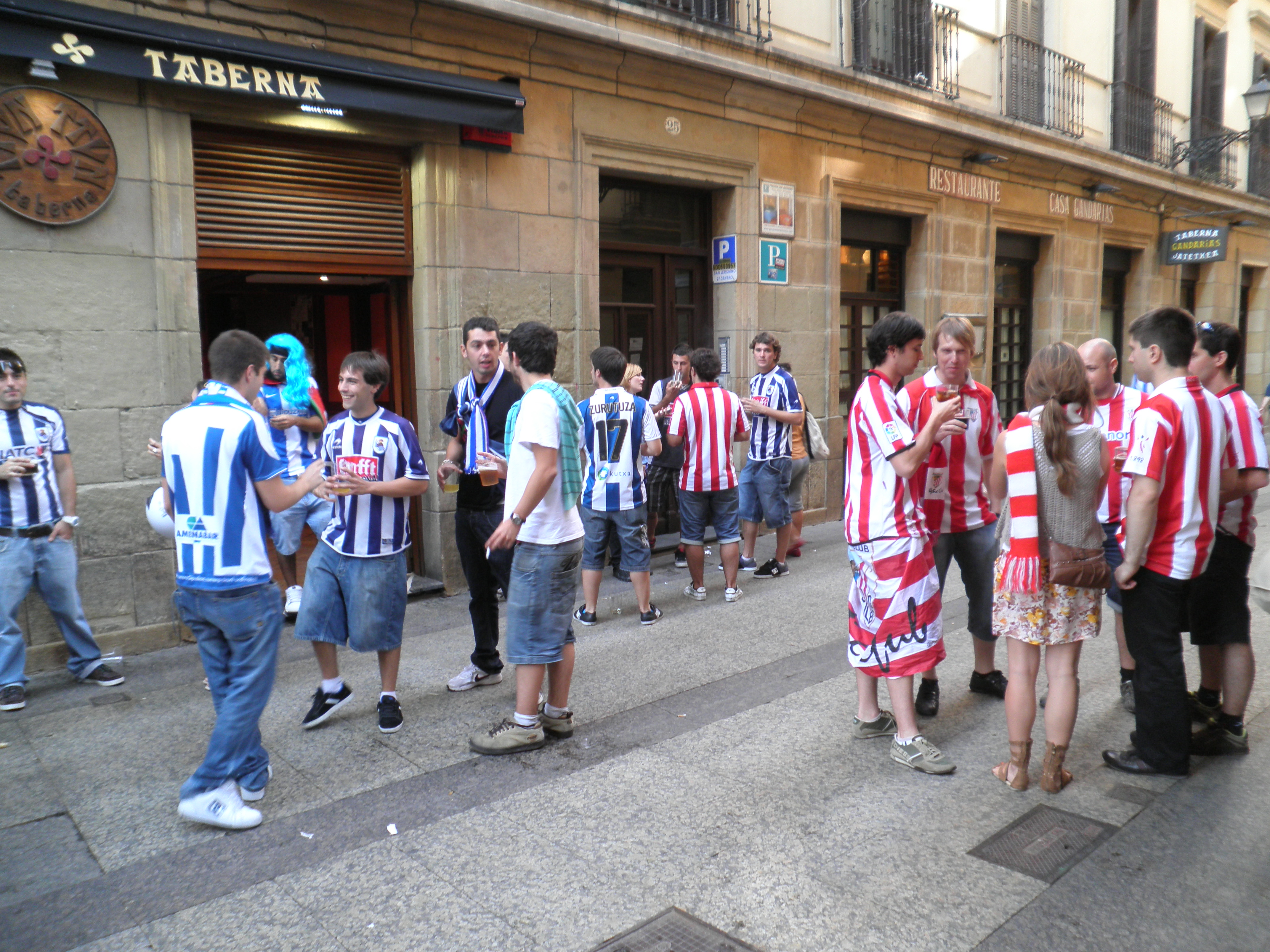

الدَّرْبي المحلي أو الدربي (بالإنجليزية: Derby)‏ هو مباراة بين فريقين من نفس المدينة في كرة القدم أو في أي منافسة رياضية.
جاء مصطلح ديربي من رياضة الفروسية. وتحديداً من مدينة ديربي كاونتي الإنجليزية، التي كانت تشهد سباقاً للخيول في القرن الثامن عشر، وتحديداً في عام 1740، حيث كانت تقام المنافسات بين اثنين من أثرياء هذه المدينة فتم تسمية هذا السباق باسم ديربي. أيضا هناك من يعتقد أن كلمة ديربي أصلها مشتق من مباراة دورية كانت تقام بين فريقين محليين في قرية ديربيشير (بالإنجليزية: Derbyshire)‏ الواقعة في مدينة آشبورن (بالإنجليزية: Ashbourne)‏ في إنجلترا. ومنذ عام 1840، أصبح يطلق اسم الديربي على أي منافسة رياضية في مدينة واحدة. من أشهر الديربيات العالمية هو ديربي ميلانو في إيطاليا بين ناديي إيه سي ميلان وإنتر ميلان.